# Robin Vermelho
Robin Vermelho é uma identidade utilizada por diferentes personagens de histórias em quadrinhos, da editora americana DC Comics.

## Dick Grayson
A primeira aparição do personagem acontece durante a publicação da série "Reino do Amanhã", quando no futuro, Dick Grayson assume novamente o título de Robin.

## Tim Drake
Após a minissérie "Batman R.I.P.", Bruce Wayne foi dado como morto. No entanto, convencido de que ele ainda vive, Tim sai em sua busca de seu mentor e assume a identidade do Robin Vermelho.